# 광천역 (단천)
광천역(廣泉驛)은 조선민주주의인민공화국 함경남도 단천시에 위치한 철도역이다.1943년에 3월 30일에 개업되었으며,본래 명칭은 용잠역(龍岑驛)이었지만 조선민주주의인민공화국 건국 이후에 현재의 명칭으로 변경되었다.